# Tohoku Shinkansen

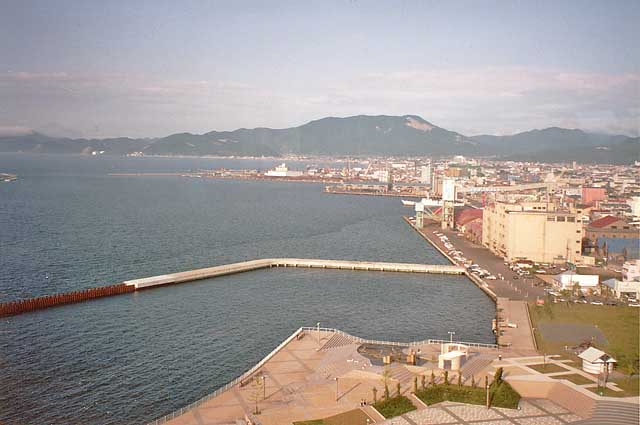
Aomori

Tōhoku Shinkansen (japanska: 東北新幹線?) är en linje för höghastighetståg i det japanska Shinkansennätet som byggdes av Japanese National Railways och tillhör och trafikeras idag av JR Higashi Nihon, ett av företagen i samarbetet Japan Railways. Den sträcker sig mellan Tokyo station och Shin-Aomori och är 675 km lång.

## Utbyggnad
Första delen från Omiya strax norr om Tokyo till Morioka öppnade för trafik i juni 1982.
Den förlängdes till Ueno i Tokyo i mars 1985 och stod färdig till Tokyo station i juni 1991.
Den förlängdes till Hachinohe 2002.
Den senaste utbyggnaden till Shin-Aomori öppnades för trafik 4 december 2010. Arbetet började i mars 1998 med den 26,5 km långa Hakkodatunneln. När den stod färdig i februari 2005 var den ett tag världens längsta tunnel på land. Förlängningen till Aomori sparar in ca 40 minuters restid mot att byta till smalspårig järnväg i Hachinohe.
Det långsiktiga målet är att via Hokkaido Shinkansen genom den 53,85 km långa Seikantunneln under havet till Hokkaido och Hakodate så småningom ge anslutning med höghastighetståg till Sapporo.

Den första delen från Shin-Aomori 149 km till Hakodate öppnades mars 2016. Tågen är genomgående mellan Tōhoku Shinkansen och Hokkaido Shinkansen, d.v.s. inget byte krävs i Shin-Aomori.

## Jordbävningen vid Tohoku 2011
Vid jordbävningen vid Tohoku 2011 skadades banan svårt. Reparationer fick utföras på 1200 punkter och trafiken öppnades successivt tills den var i full drift igen 23 september 2011. Samtliga 27 tåg som var ute på banan när jordbävningen inträffade kunde nödstoppas i tid och inget spårade ur.

## Tåg
När Tōhoku Shinkansen öppnade var största tillåtna hastighet 210 km/h med Shinkansen 200 tågen, men nya tågtyper har tagits i drift som har största tillåtna hastighet 320 km/h på banan. Japan har hårdare restriktioner för buller från tåg än de flesta andra länder. JR Higashi-nihon har i samarbete med industrin bedrivit ett utvecklingsarbete för att få fram tåg som kan gå i 360 km/h inom de japanska bullerbestämmelserna men inte klarat av det.
Den senaste serie E5 som introducerades på Tōhoku Shinkansen 5 mars 2011 kördes vid introduktionen med topphastigheten 300 km/h och gjorde hela sträckan på 3 timmar och 10 minuter. Topphastigheten höjdes i mars 2013 till 320 km/h och nu görs hela sträckan på 2 timmar och 59 minuter. I oktober 2020 annonserades att hastighetshöjande åtgärder, framför allt bullerbekämpande vid bland annat 24 tunnelmynningar genomförts på den nordligaste delen mellan Morioka och Shin Aomori för att höja hastigheten även där från 260 km/h till 320 km/h och därmed sänka restiden med 5 minuter. Ett nytt experimenttåg ALFA-X med målet att kunna höja hastigheten inom bullergränserna till 360 km/h till öppnandet av Hokkaido shinkansen till Sapporo 2030 började försökstrafik 2017. Det har i ena änden ett nosparti som är 22 m långt.
Eftersom det största antalet resenärer finns i Tokyoregionen har man idag dubbeldäckade tåg som kör med lägre hastighet men har större passagerarkapacitet för pendlare. Höghastighetstågen som går längre sträckor byggs däremot med så låg profil som möjligt för att minska luftmotstånd och vindbrus.